# Reacció Agostini
La reacció Agostini és un examen simplificat per a la presència de glucosa en l'orina humana. El mètode consisteix a preparar una solució de clorur de sodi i òxid de potassi, i afegir-hi la mostra que es vol investigar. Si hi ha glucosa en l'orina, la solució es torna vermella.